# Martial Mbandjock
Martial Mbandjock (ur. 14 października 1985 w Roubaix) – francuski lekkoatleta specjalizujący się w biegach sprinterskich.
Uczestnik igrzysk olimpijskich w Pekinie (2008) oraz mistrzostw świata w Berlinie (2009). Złoty w sztafecie 4 x 100 m oraz brązowy medalista mistrzostw Europy w Barcelonie (2010) w biegu na 100 i 200 metrów.

## Sukcesy sportowe
- 2007 – Debreczyn, młodzieżowe mistrzostwa Europy – brązowy medal w biegu na 100 metrów
- 2009 – Pescara, igrzyska śródziemnomorskie – złoty medal w biegu na 100 m
- 2010 – Bergen, superliga drużynowych mistrzostw Europy – 1. miejsce w biegu na 200 m
- 2010 – Barcelona, mistrzostwa Europy – brązowy medal w biegu na 100 m
- 2010 – Barcelona, mistrzostwa Europy – brązowy medal w biegu na 200 m
- 2010 – Barcelona, mistrzostwa Europy – złoty medal w sztafecie 4 x 100 m

### Złote medale mistrzostw Francji
- 2008 – Bordeaux – bieg na 60 m
- 2008 – Albi – bieg na 100 m
- 2009 – Angers – bieg na 200 m

## Rekordy życiowe
- bieg na 100 m – 10,06 – Albi 25/07/2008
- bieg na 200 m – 20,38 – Tomblaine 25/06/2010
- bieg na 60 m (hala) – 6,61 – Paryż 05/03/2011